# Fonts baptismaux de Saint-Barthélemy
Les fonts baptismaux de Notre-Dame de la collégiale Saint-Barthélemy à Liège sont un chef-d'œuvre d'art mosan, tant sur le plan esthétique que sur le plan technique. Les passionnés de l'art mosan les présentent comme « une des sept merveilles de Belgique ».

## Histoire

### Premières installations
Les fonts baptismaux proviennent de l'église Notre-Dame-aux-Fonts, érigée sous Notger, premier prince-évêque de Liège, vers la fin du Xe siècle, mais il n'est pas impossible que les fonts étaient primitivement dans la cathédrale Notre-Dame-et-Saint-Lambert de Liège. Cette petite église se trouvait sur son flanc Sud-Est. Elle était la seule à pouvoir conférer le baptême et resta la paroisse mère de Liège jusqu'à la fin de la Principauté de Liège.

### Attribution à Renier de Huy
Selon les sources des vieux historiens deux traditions s'opposent. La première prétend qu'au début du XIIe siècle, l'abbé Helin, Hillin ou Helinus, décédé en 1118, fils du duc de Souabe et prévôt de Saint-Lambert en 1095, abbé-curé et décimateur de Notre-Dame-aux-Fonts et fondateur de l'hôpital Saint-Mathieu à la Chaîne sous le règne d'Otbert les aurait fait réaliser. L'autre tradition voit Albéron II, évêque de Liège de 1135 à 1145, comme donneur d'ordres des fonts pour le baptistère. Pour établir cette attribution, les historiens se basent sur un texte liégeois, le Chronicon Rythmicum Leodiense, qui précise que l'abbé Hellin « fit faire » (fecit) les fonts ce qui daterait la cuve de son abbatiat, au début du XIIe siècle.
Sur base de témoignages de ces chroniqueurs qui décrivent les fonts comme exceptionnels mais ne parlent pas de leur provenance, et d'historiens versificateurs comme Jean d'Outremeuse qui aimait à magnifier les principautaires mais donne trois versions différentes, l'œuvre est attribuée à un orfèvre hutois Renier de Huy, et située entre 1107 et 1118.
Mais d'autres sources, comme Louis Abry, précisaient que « les fonts ont été razziés au-delà des monts ».

### Une attribution contestée
Il est difficile de contredire les spécialistes qui précisent qu'au XIIe siècle ce type de fondeur capable de couler des pièces complexes et de grande dimension ne se trouvait pas à Liège. Il y avait d'excellents orfèvres à Liège mais ce n'est pas la même chose de fabriquer un encensoir ou même une cloche et une pièce aussi parfaite. Les historiens actuels semblent plutôt croire qu'il s'agit d'une rapine de l'empereur Henri IV du Saint-Empire, trésor rapporté, puis plus tard donné en remerciement à l'évêque Otbert pour son aide avec les chevaliers hesbignons lors de la prise de Milan en 1112. D'autres chercheurs proposant que ces fonts, de par leur influence byzantine — le baptême faisant partie du cycle de l'iconographie byzantine — proviendraient de Saint-Jean de Latran, suggèrent plutôt l'an mille comme date de fabrication. Il est toutefois possible que l'abbé Hellin soit le donneur d'ordre d'un des bœufs. Mais on peut objecter que la tradition carolingienne reçoit une inspiration de Byzance.

### Un oubli de quatre siècles
Entre le XIVe et le XVIIe siècle, plusieurs visiteurs viennent à Liège et, plus ou moins prolixes, ils décrivent Liège, mais seul Francesco Guicciardini évoque Notre-Dame-aux-Fonts, comme une des trois églises paroissiales de la cathédrale. Il faut attendre Saumery, dans le premier tome de ses Délices, relatif à la cité mosane, qui va consacrer quelques lignes à son histoire et ses œuvres d'art. Mais plus un mot sur cet art médiéval qui est déjà considéré comme archaïque. C'est peut-être ce peu d'intérêt qui sauva la « sainte cuve » à la Révolution.

### Installation dans la collégiale en 1803

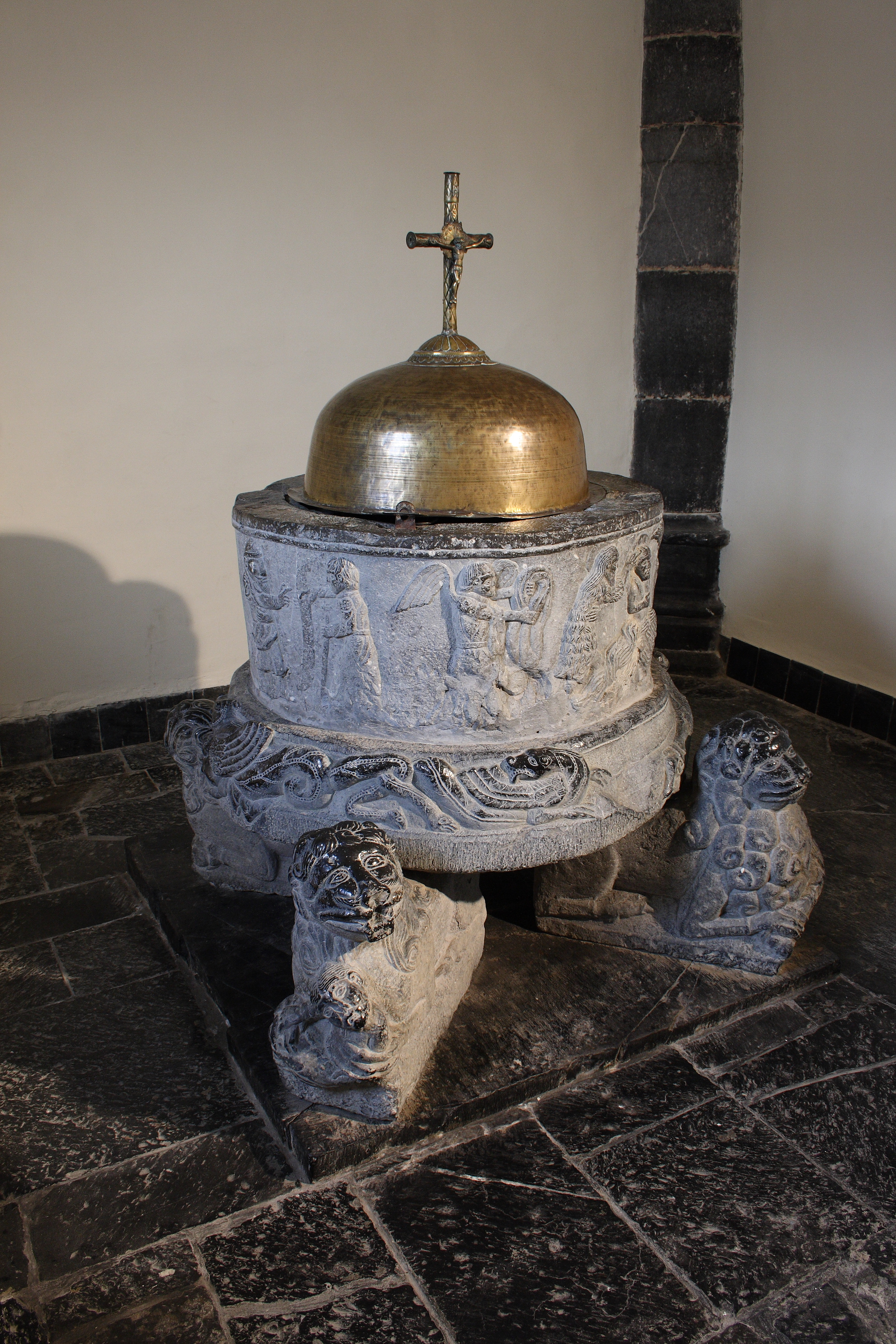
Les fonts baptismaux de Furnaux, également inspiré par la théologie de Rupert de Deutz

Pendant la Révolution française, Notre-Dame-aux-Fonts est détruite ainsi que la cathédrale. De 1796 à 1803, la cuve est cachée chez des particuliers, puis amenée à l'église Saint-Barthélemy qui avait perdu son chapitre et était convertie en église paroissiale. Les fonts sont remis en service en février 1804. Deux bœufs de la base originale et le couvercle ne furent pas retrouvés. On suppose que le couvercle était en laiton, comme la cuve, et qu'il portait les figures des apôtres et des prophètes de l'Ancien Testament. Selon une étude, ce couvercle se trouverait dans les combles du Victoria and Albert Museum à Londres[réf. nécessaire].
Le village de Furnaux possède des fonts baptismaux en pierre qui, sans être la réplique de ceux de Liège, sont inspirés par la même théologie, celle de Rupert de Deutz.

## Description

### Matériau espagnol et sarde
Le laiton, alliage de cuivre et de zinc, est le matériau principal des fonts dont les pourcentages sont de 77 % et 17 %
Le cuivre, dans l'Empire, ne se trouve que dans le Harz, (Goslar). Au Moyen Âge, le zinc ne s'obtient pas à l'état métallique mais à partir du carbonate de zinc que l'on trouve en pays mosan, à La Calamine par exemple. On trouve également un peu de plomb dont l'analyse isotopique démontre qu'il n'est pas d'origine locale et sûrement pas de la vallée de la Vesdre ni du Harz. Cette analyse démontre une provenance espagnole ou sarde. En comparaison les fonts de Tirlemont sont réalisés avec du plomb local en 1149. Enfin le grain de l'alliage des fonts de Liège ne correspond pas au grain qui caractérise toutes les œuvres en laiton produite dans la région aux environs du XIIe siècle. Ces éléments tendraient à croire que les fondeurs de cette œuvre aient utilisé une méthode de fonte unique à Liège, alors qu'ils maîtrisaient mieux les leurs.
Le socle, en pierre, fut taillé lors de la mise en plan en 1804.

### Iconographie

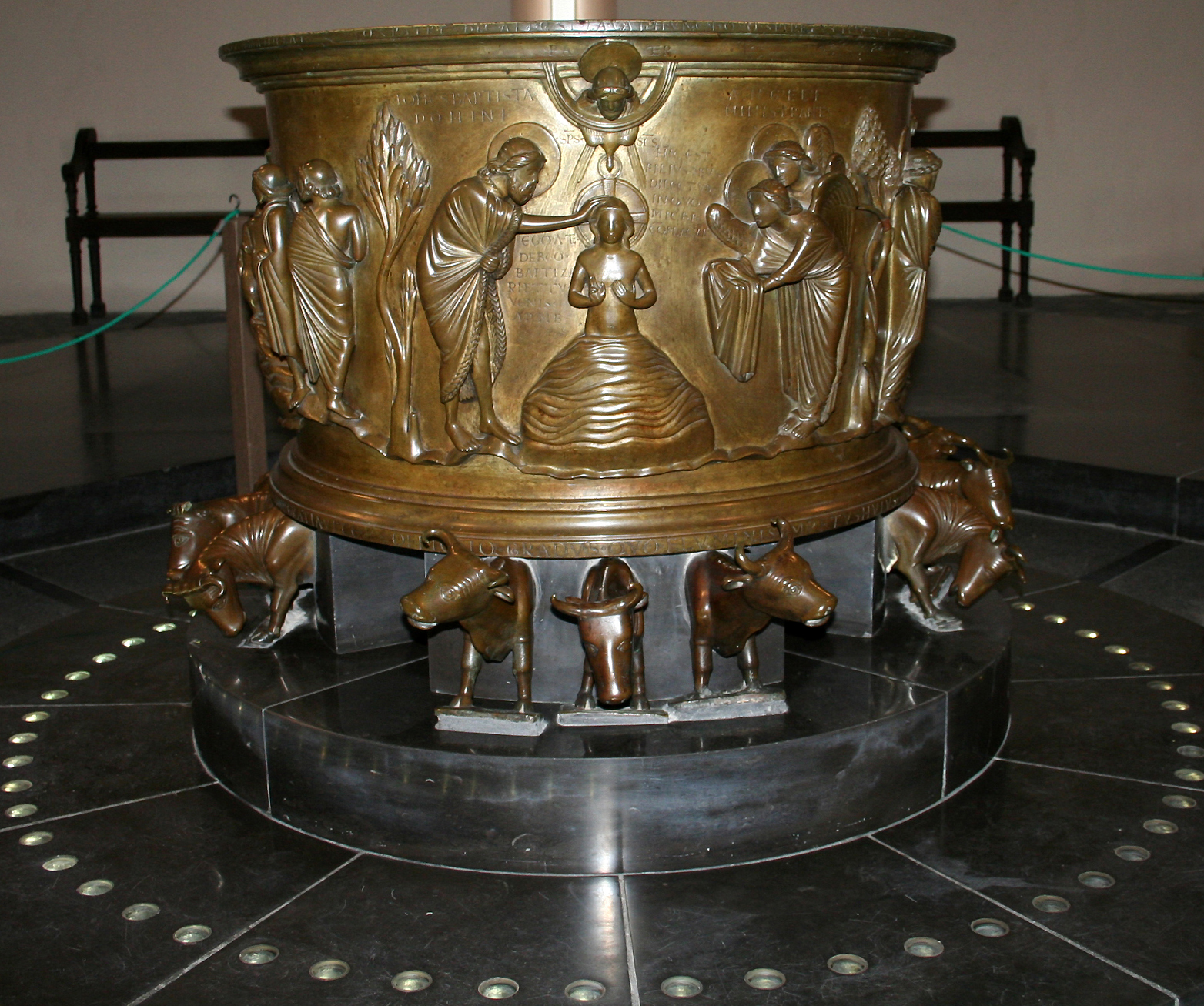
Fonts baptismaux de Notre-Dame à Saint-Barthélemy à Liège - Le baptême du Christ

#### Les douze bœufs
Les bœufs — douze à l'origine — correspondent à un symbole repris dans l'Ancien Testament.
En effet, dans le Livre des Rois, on nous dit que Salomon a commandé une « Mer d'airain » supportée par 12 bœufs, pour le parvis d'un temple. Mais il se peut aussi que les douze bœufs de la mer d'Airain représentent les douze pasteurs, les douze apôtres. Dès lors, les bœufs, orientés par trois vers les quatre points cardinaux pourraient symboliser la mission confiée par le Christ aux douze apôtres : « Allez, enseignez toutes les nations et baptisez-les ».

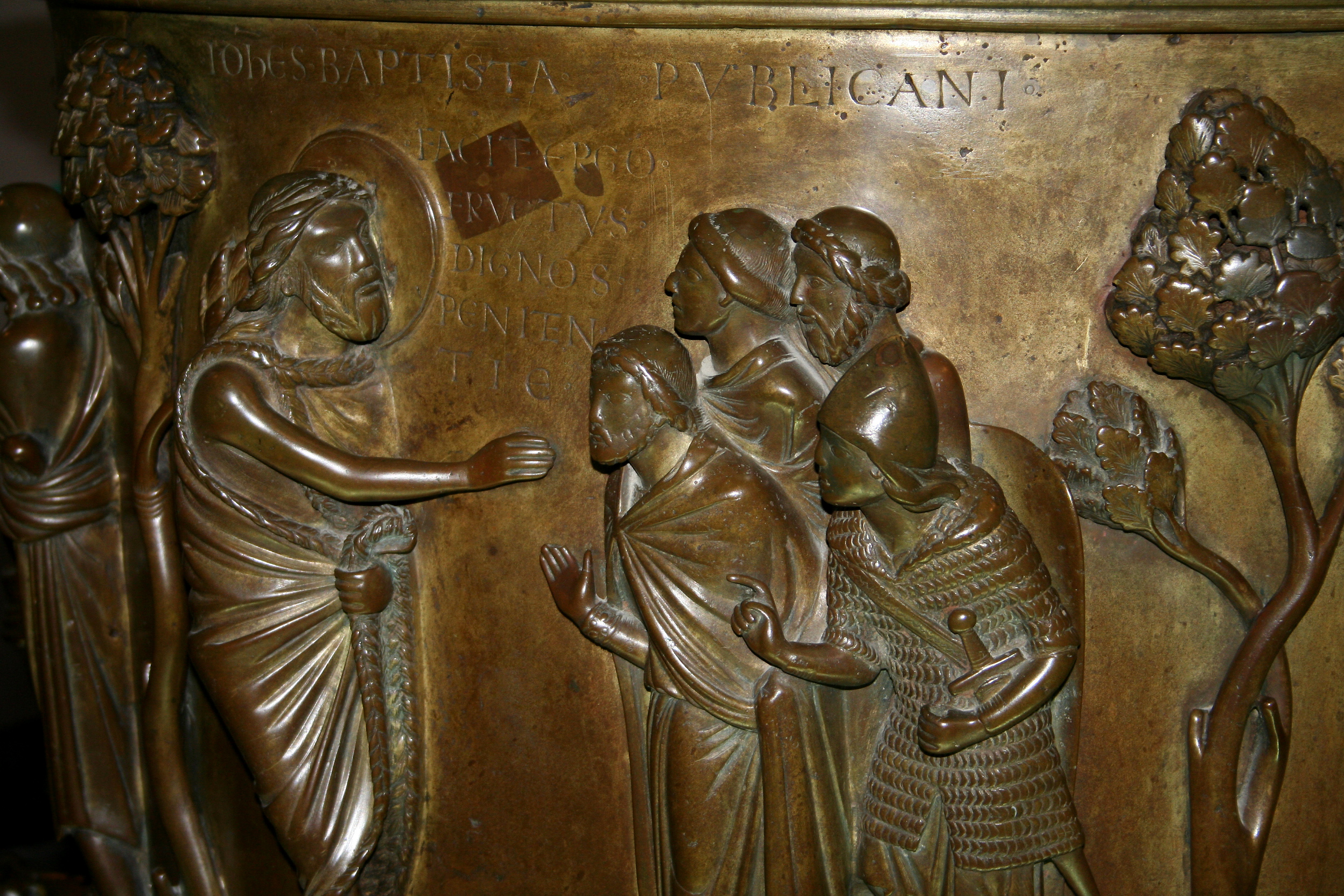
La prédication de saint Jean Baptiste

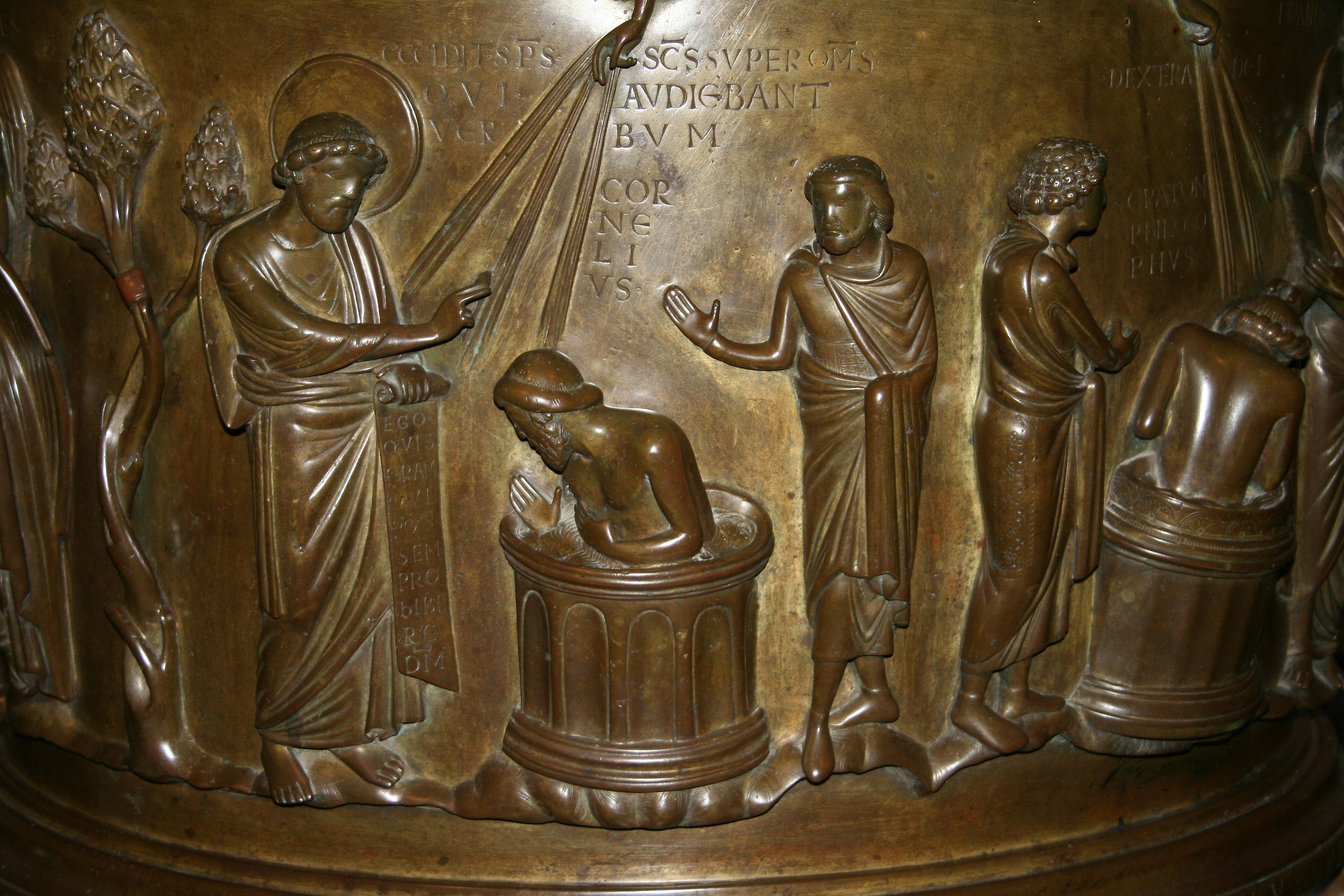
Le baptême de Corneille

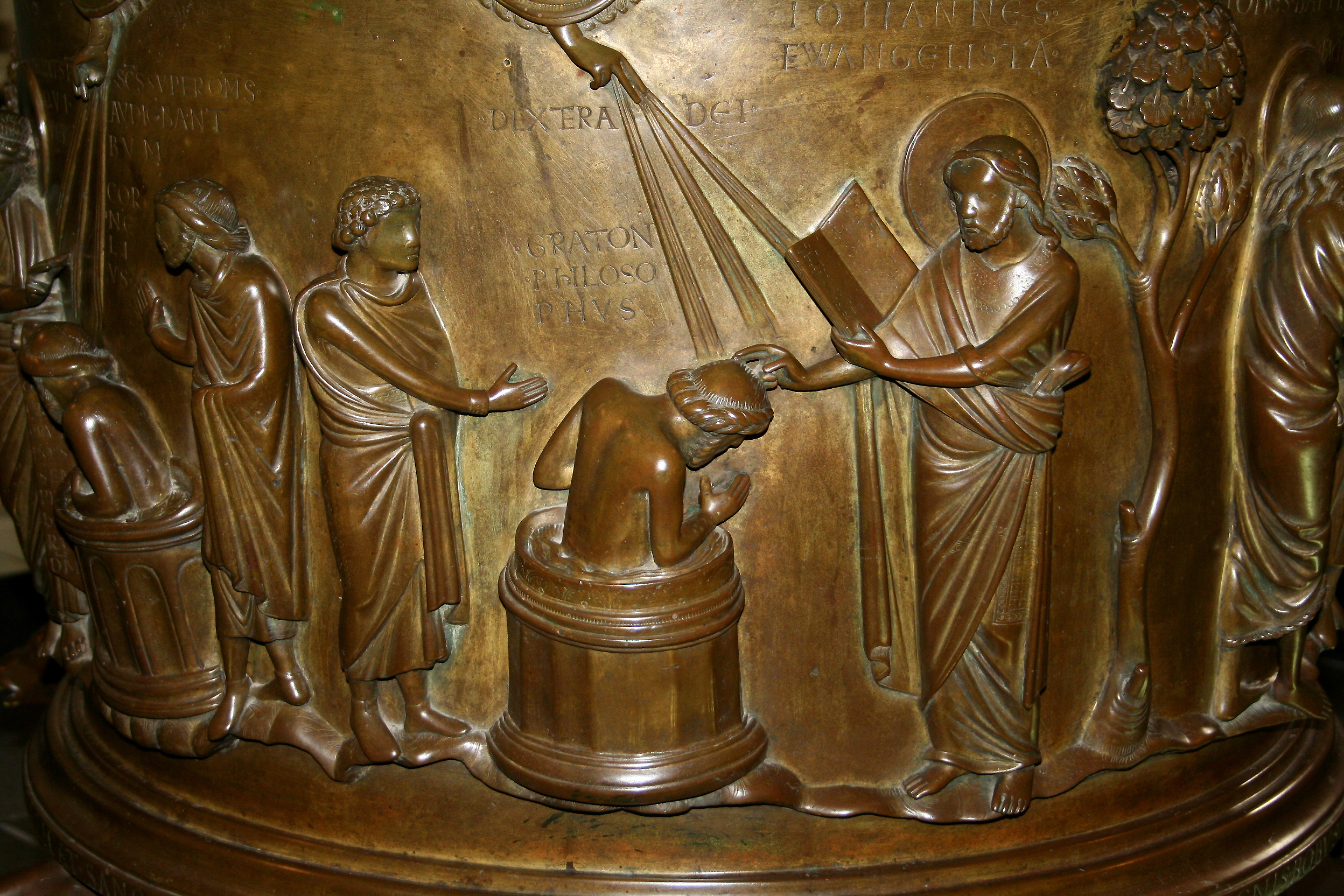
Le baptême de Craton

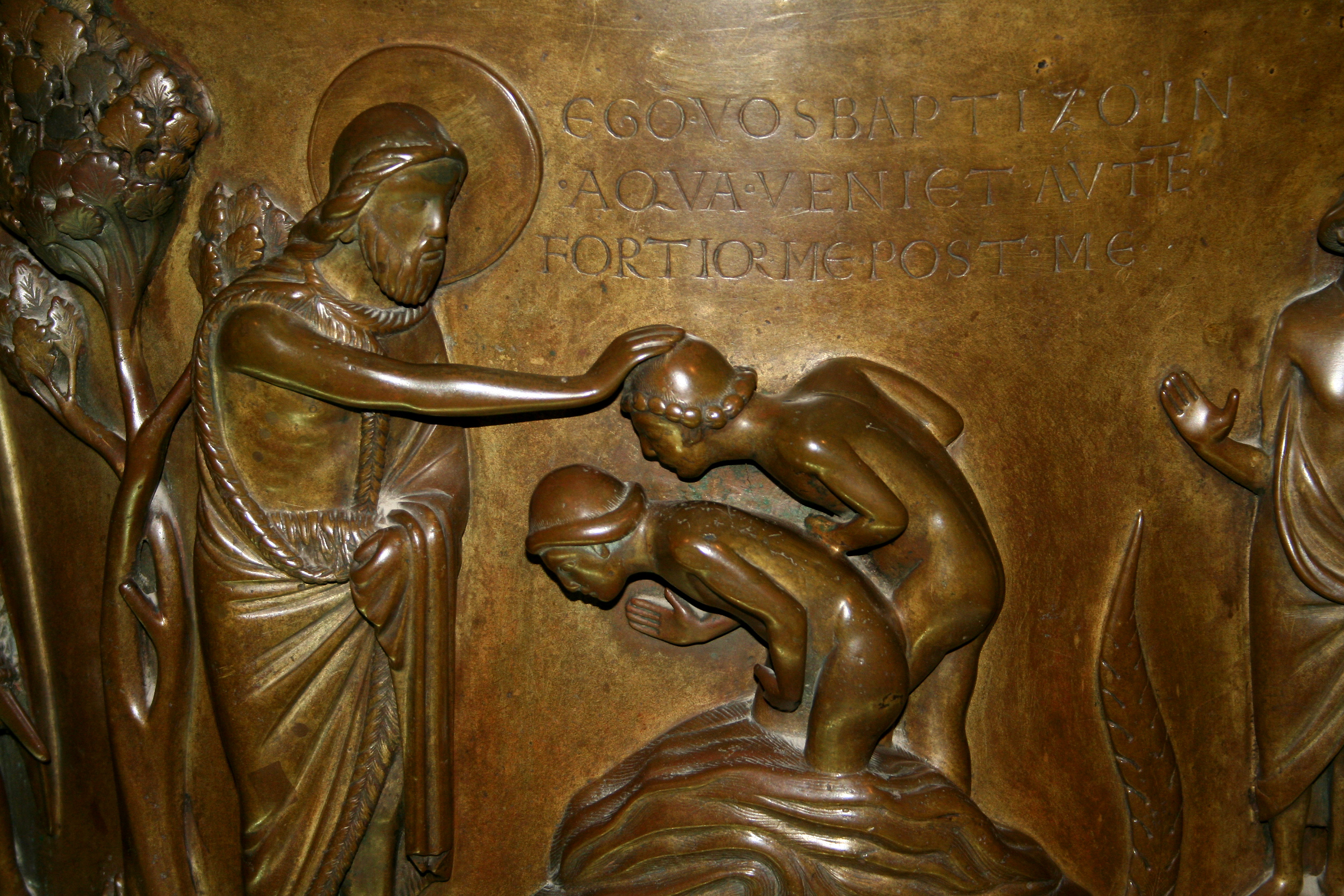
Le baptême des néophytes

#### La prédication de saint-Jean-Baptiste
Le groupe face au saint est un condensé de la foule qui devait écouter ce précurseur ; les émotions éprouvées par ce groupe apparaissaient très bien sur les visages. Entre Saint-Jean-Baptiste et le groupe, il y a un vide pour montrer le fossé qui existait entre les nouvelles conceptions et les anciennes. Un bras de Saint-Jean-Baptiste se tend pour tenter de combler ce fossé. Le Précurseur, qui porte le manteau des ermites du désert, appelle à la pénitence des publicains vêtus à la façon des riches marchands et un homme d'armes : cotte de mailles, casque de type bassinet, bouclier normand suspendu au dos.

#### Le baptême du Christ dans le Jourdain
La scène principale est le baptême du Christ. Saint Jean-Baptiste est vêtu d'une mélotte, le vêtement des ermites du désert ; il fait preuve de beaucoup de respect et d'humilité face au Christ.
Le Christ est plongé nu-corps dans le Jourdain ; il est le seul personnage de face de la cuve. Avec sa main droite, il fait le signe de la Trinité. Au-dessus de lui, Dieu est représenté par une tête de vieillard nimbée, inclinée vers Jésus et entourée d'un nuage figuré par une moulure semi-circulaire d'où surgissent des rayons. En signe de respect, les anges se cachent les mains sous un linge qu'ils tendent au Christ.

#### Le baptême du centurion Corneille
Le baptême de Corneille par saint Pierre. Corneille, centurion romain, devait entendre parler du Christ et de son enseignement.
II fit appeler saint Pierre afin d'obtenir des éclaircissements ; celui-ci, selon la loi hébraïque, ne pouvait partager le toit d'un païen. Finalement, il entendit Dieu en rêve et se rendit chez Corneille où il le baptisa avec sa suite.

#### Le baptême du philosophe Craton par saint Jean l'Évangéliste
La scène adjacente est le baptême de Craton. Ce philosophe grec, qui préconisait le mépris de la richesse, fut converti et baptisé par saint Jean l'Évangéliste, reconnaissable au livre qu'il tient à la main.
Ces deux scènes font preuve d'une grande unité. D'abord dans les sujets mais aussi dans la composition ; normalement, un arbre stylisé sépare les scènes, ici, il est absent.

#### Le baptême des néophytes ou baptême de pénitence
Jean baptise deux jeunes gens entrés jusqu'aux genoux dans le Jourdain. Je vous baptise avec l'eau, mais vient après moi celui qui vous baptisera dans l'Esprit-Saint. Deux disciples de Jean montrent par leur attitude qu'ils se tournent vers celui qui vient après Jean.
À gauche de la scène principale, le baptême des néophytes. Saint Jean-Baptiste est penché sur les jeunes gens dans une attitude très douce, très humaine. Les néophytes ont des corps souples, parfaitement modelés, presque en ronde-bosse. Les deux personnages de droite quittent vraisemblablement ce baptême pour se diriger vers le Christ ; la position de leurs pieds permet cette supposition.

### Influences
La cuve est le point de rencontre des influences grecque, byzantine et mosane. On remarque que les êtres purificateurs et précurseurs sont d'une taille supérieure ; les personnages sont au nombre de 20 et représentés selon le procédé de la frise romaine telle qu'on la retrouve sur la colonne de Trajan, à Rome.
Les attitudes sont naturelles : corps souples, modèle excellent et proportions respectées, ce qui est une véritable exception au XIIe siècle.

### Technique
La technique employée est celle de la fonte à la cire perdue qui consiste à sculpter en relief, dans la cire, une ébauche de la cuve sur laquelle on applique une gangue de terre percée de canaux. Ensuite, on retourne le tout et on l'entoure de briques réfractaires pour faire fondre la cire ; le laiton en fusion est coulé dans le moule. Lorsque le métal est refroidi, on le polit au sable fin et on applique une mince pellicule d'or.

## Étude par l'archéométrie
Certains chercheurs contestent depuis longtemps l'attribution mosane, suggérant une origine byzantine, carolingienne mais manifestement pas mosane. Les études PIXE, analyses isotopiques des composants métalliques apportent de nouvelles précisions sur les caractéristiques métalliques de la cuve.

### Le cuivre
Une première étude montre qu'au XIIe siècle, le cuivre utilisé dans la région mosane vient de l'Allemagne proche : le massif du Harz. L'analyse statistique comparée des abondances relatives des impuretés de la cuve par rapport aux pièces de références, démontre que le cuivre de la cuve ne vient pas du Harz, ce qui conteste leur appartenance au bassin de l'espace Meuse-Rhin.

### Les alliages
Une autre étude démontre ensuite que les techniques mises en œuvre pour la préparation de l'alliage et pour effectuer la coulée devaient être inconnues en région mosane au XIIe siècle. C'est confirmé par la concentration en zinc qui est un marqueur chronologique du début du second millénaire où les laitons européens ne dépassent pas dix pour cent de zinc.

### Le zinc
La même recherche est ensuite développée pour vérifier si le zinc de l'Est de la Belgique ou des collines de la Meuse a bien été utilisé. Le zinc métallique n'est pas connu à l'époque ; seuls les gisements locaux sont exploités dans le procédé calaminaire. Deux impuretés associées au minerai de zinc, le cadmium et l'indium démontrent que le zinc de la cuve n'est pas d'origine locale comparé à un corpus  de références proposées par les Musées royaux d'art et d'histoire de Bruxelles excluant à nouveau la cuve de l'art mosan.

### Le plomb
L'analyse isotopique du plomb de l'alliage de la cuve démontre l'origine géographique du plomb, car au XIIe siècle, le plomb est aussi extrait de l'Est de la Belgique et des collines de la Meuse. Dès lors, ce devrait être ce plomb que l'on doit découvrir dans les productions mosanes. Les résultats analysés sont tout à fait contradictoires : le plomb a été extrait d'un gîte métallifère dans la région de Cordoue et Grenade alors que c'est bien le plomb local que l'on trouve dans les pièces de comparaison du corpus mosan. Selon ce dernier critère, la cuve de Liège ne correspond définitivement pas aux échantillons mosans. Toutefois, si tous les résultats démontrent une provenance des fonts radicalement différente, c'est sans pouvoir en préciser la provenance exacte car le plomb espagnol était déjà largement diffusé dans le bassin méditerranéen.

## Datation au début duXVesiècle
La cuve des fonts proviendrait sans aucun doute d'une région du bassin méditerranéen où ils ont été réalisés par un atelier tardif ayant gardé le savoir-faire technique des Romains pour la fabrication de laitons à haute teneur en zinc qui est compatible avec les caractéristiques inhabituelles du cuivre et du zinc par rapport au corpus mosan. L'hypothèse byzantine n'est donc pas à exclure, quoique la présence d'une edelweiss pose une autre énigme.
Les métallurgistes mosans ne seront pas capables de réaliser l'alliage de la cuve avant la fin du XIVe siècle ou, plus certainement, la première moitié du XVe siècle, quand le procédé décrit par Théophile aura été perfectionné en plusieurs étapes. L'abbé Hellin n'a donc pas pu faire faire les fonts : il manquait encore trois siècles de progrès technologiques, dès lors, si les méthodes de laboratoire infirment l'appartenance des fonts à l'art mosan et que l'on est bien en présence d'une mauvaise attribution, à ce stade, seules de nouvelles conclusions avec les scientifiques dédieront aux Fonts de Notre-Dame une origine reconnue.